# Uracis ovipositrix
Uracis ovipositrix is een libellensoort uit de familie van de korenbouten (Libellulidae), onderorde echte libellen (Anisoptera).
De wetenschappelijke naam Uracis ovipositrix is voor het eerst geldig gepubliceerd in 1909 door Calvert.